# Juan Gundlach
Pour les articles homonymes, voir Gundlach.
 (février 2015).
Si vous disposez d'ouvrages ou d'articles de référence ou si vous connaissez des sites web de qualité traitant du thème abordé ici, merci de compléter l'article en donnant les références utiles à sa vérifiabilité et en les liant à la section « Notes et références ».
Johannes Christopher (puis Juan Cristóbal) Gundlach est un  naturaliste cubain d'origine allemande, né le 17 juillet 1810 à Marbourg et mort le 17 mars 1896 à La Havane.
Enfant, il se passionne pour les insectes. Après avoir perdu l’odorat à la suite d'un coup de feu accidentel, il devient taxidermiste, en partie parce qu’il supporte ainsi de travailler sur des corps en voie de décomposition.
Il est embauché par l’université de Marbourg comme préparateur. Parallèlement à ses fonctions, il y commence des études et obtient un titre de docteur en 1837. Un étudiant cubain fréquentant également l’université, l’invite à l’accompagner à Cuba pour y collecter des spécimens.
Arrivés en 1839, ils s’installent à Cárdenas. En 1852, Gundlach s’installe à La Havane où il rencontre le naturaliste Felipe Poey (1799-1891). Ensemble, ils mettent en place un projet d’exploration de l’est de l’île où Gundlach se rend de 1856 à 1859.
C’est durant l’une de ces expéditions que Gundlach découvre l’étonnant lézard de la famille des Xantusiidae, Cricosaura typica, qu’il décrit en 1863 avec Wilhelm Peters (1815-1883) à qui il avait envoyé divers reptiles pour identification.
En 1864, Gundlach fonde le Muséum d’histoire naturelle cubain qui sera plus tard transféré à l’Institut de La Havane. Comme durant l’insurrection cubaine de 1868 à 1878 les provinces de l’est ne sont plus accessibles, Gundlach se tourne vers Porto Rico qu’il explore en 1873 et en 1875.
Il s’intéresse principalement aux oiseaux et aux insectes, mais publie également quelques travaux en herpétologie, comme sa Contribucion á la Erpetologia Cubana (1880).
George Newbold Lawrence (1806-1895) lui dédie le nom scientifique de l'engoulevent piramidig (Chordeiles gundlachii) en 1857.